# سيلوميتينيب
سيلوميتينيب (Selumetinib)، الذي يُباع تحت الإسم التجاري كوسيلوغو (Koselugo)، هو دواء يستخدم لعلاج الورم العصبي الليفي الضفيري الموجود في الورم العصبي الليفي من النوع الأول (NF-1).  و يمكن استخدامه لمن تزيد أعمارهم عن سنة واحدة.  و يؤخذ عن طريق الفم مرتين في اليوم. 
تشمل الآثار الجانبية الشائعة لهذا العقار على؛الصداع و آلام البطن و التعب و آلام العضلات و الطفح الجلدي و الحمى و الحكة.  قد تشمل الآثار الجانبية الأخرى التهاب القلب و مشاكل العين و انهيار العضلات و النزيف.  أما استخدامه في الحمل فقد يضر الجنين.  و هو يعمل عن طريق منع البروتين المنشط بالميتوجين كيناز كيناز 1 و 2. 
تمت الموافقة عليه للاستخدام الطبي في الولايات المتحدة في عام 2020 و أوروبا في عام 2021.   في الولايات المتحدة، تبلغ تكلفة سنة العلاج بجرعة 25 ملغ مرتين يوميًا حوالي 150.000 دولار أمريكي اعتبارًا من عام 2021. 